# Karl Schubert (Heilpädagoge)
Karl Schubert (* 25. November 1889 in Wien; † 3. Februar 1949 in Stuttgart) war ein österreichischer Heil- und Waldorfpädagoge.
Er war ein Vertrauter Rudolf Steiners und enger Mitarbeiter Ita Wegmans in der Medizinischen Sektion am Goetheanum im Bereich der Heilpädagogik.

## Leben
Karl Schubert wurde als drittes von fünf Kindern in Wien geboren. Seine Mutter war jüdischer Abstammung und er wurde katholisch getauft. In seiner Geburtsstadt besuchte er die Grundschule. Später zog seine Familie nach Klagenfurt, wo er das Gymnasium besuchte. 1907 wurde er Mitglied der Theosophischen Gesellschaft. 1908 begann Schubert in Wien ein Studium der Sprachwissenschaft und Philosophie. Im gleichen Jahr begegnete er erstmals Rudolf Steiner. 1915 promovierte er über Friedrich Rückert und heiratete ein Jahr später Helene Nierl.
Als Teilnehmer des Ersten Weltkrieges kam er in russische Kriegsgefangenschaft, aus der er 1918 nach Wien zurückkehrte. Dort arbeitete er als Lehrer. Im Jahr 1919 wurde sein Sohn Michael geboren. 1920 wurde er Lehrer für Englisch, Französisch, Latein und Griechisch an der ein Jahr zuvor eröffneten ersten Freien Waldorfschule in Stuttgart. An dieser begründete er eine Heilpädagogische Klasse, welche er auch unterrichtete. Diese „Hilfsklasse für die ganz Unbegabten“ war ihm von Steiner anvertraut worden.
Im Mai 1934 musste Schubert die Schule aufgrund seiner jüdischen Herkunft verlassen. Er erhielt jedoch die Erlaubnis für einen privaten Hilfsklassenunterricht, in welchem er bis zum Kriegsende unter teils abenteuerlichen Bedingungen als Pädagoge tätig war. Seiner Deportation in das Arbeitslager Bietigheim konnte er entkommen.

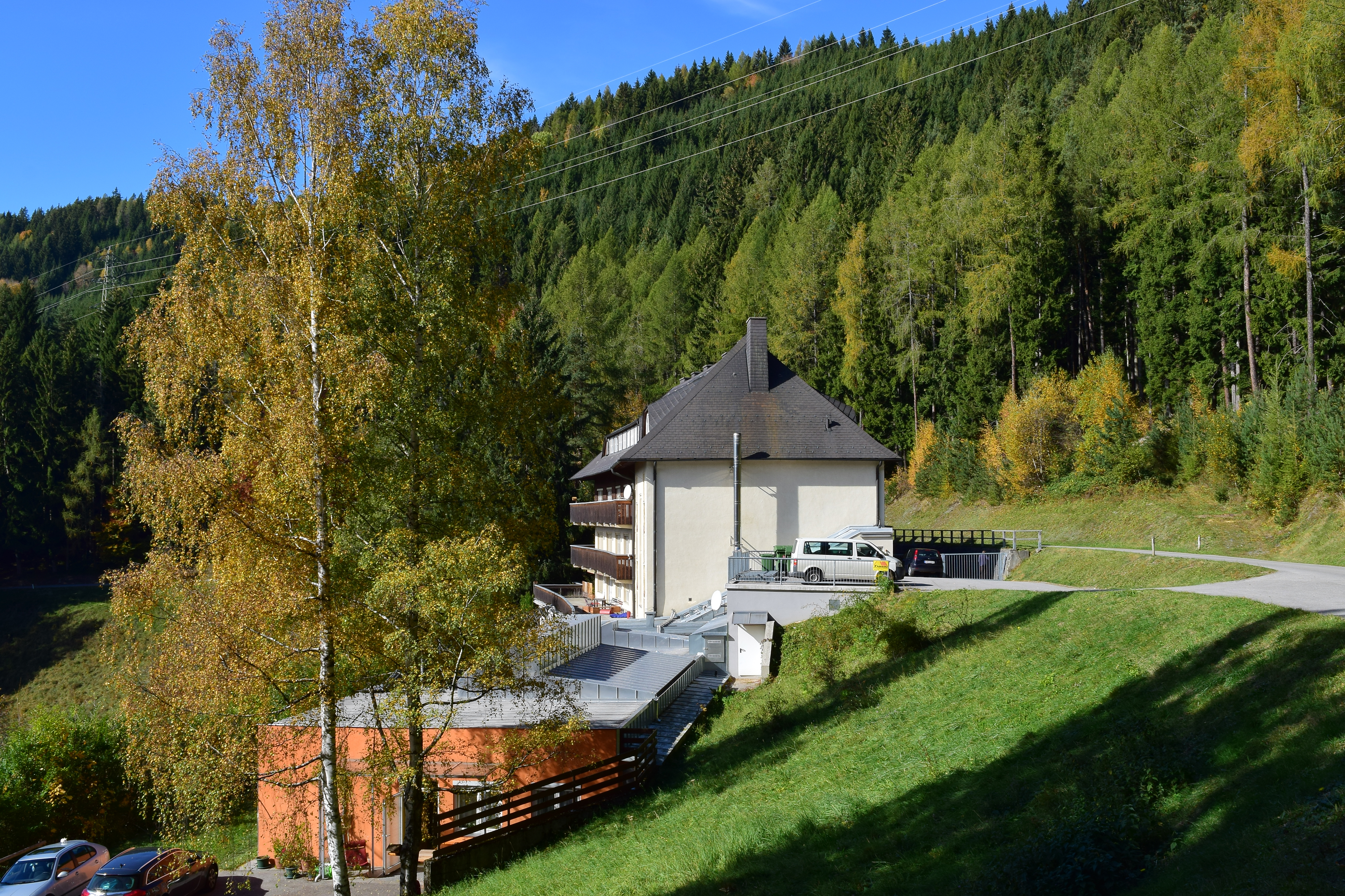
Das Karl-Schubert-Haus in Breitenstein

Nach dem Krieg nahm er seine Lehrtätigkeit in der Stuttgarter Waldorfschule im Fach Religion wieder auf. Jedoch sollten seine heilpädagogischen Schüler nicht mehr voll in die Schule integriert werden.
1949 starb Schubert an den Folgen einer Pankreatitis in Stuttgart. Er war trotz seiner Verbundenheit zur Anthroposophie lebenslang bekennender Katholik.